# Bas van Noortwijk
Bas van Noortwijk (Schiedam, 12 januari 1955) is een Nederlandse oud-doelman die na zijn carrière als speler teammanager werd bij Feyenoord.
Van Noortwijk keepte voor Sparta Rotterdam en was zaakwaarnemer van Danny Koevermans. Bij Sparta was hij aanwezig tijdens 'Het wonder van Hamburg', toen Hamburger SV in de eerste ronde van de UEFA-Cup werd uitgeschakeld. Van Noortwijk maakte het verschil in een penalty-reeks. Als spelersmakelaar van Koevermans kwam hij in een geschil met AZ. Bij een contractverlenging van Koevermans claimde Van Noortwijk een bedrag van 56.500 euro voor zijn aandeel daarin. De arbitragecommissie van de KNVB vond 5000 euro genoeg. In het seizoen 2007/08 werd Van Noortwijk teammanager bij Feyenoord. Na het seizoen 2020/21 zwaaide Van Noortwijk af als teammanager bij de stadionclub.

## Zie ook

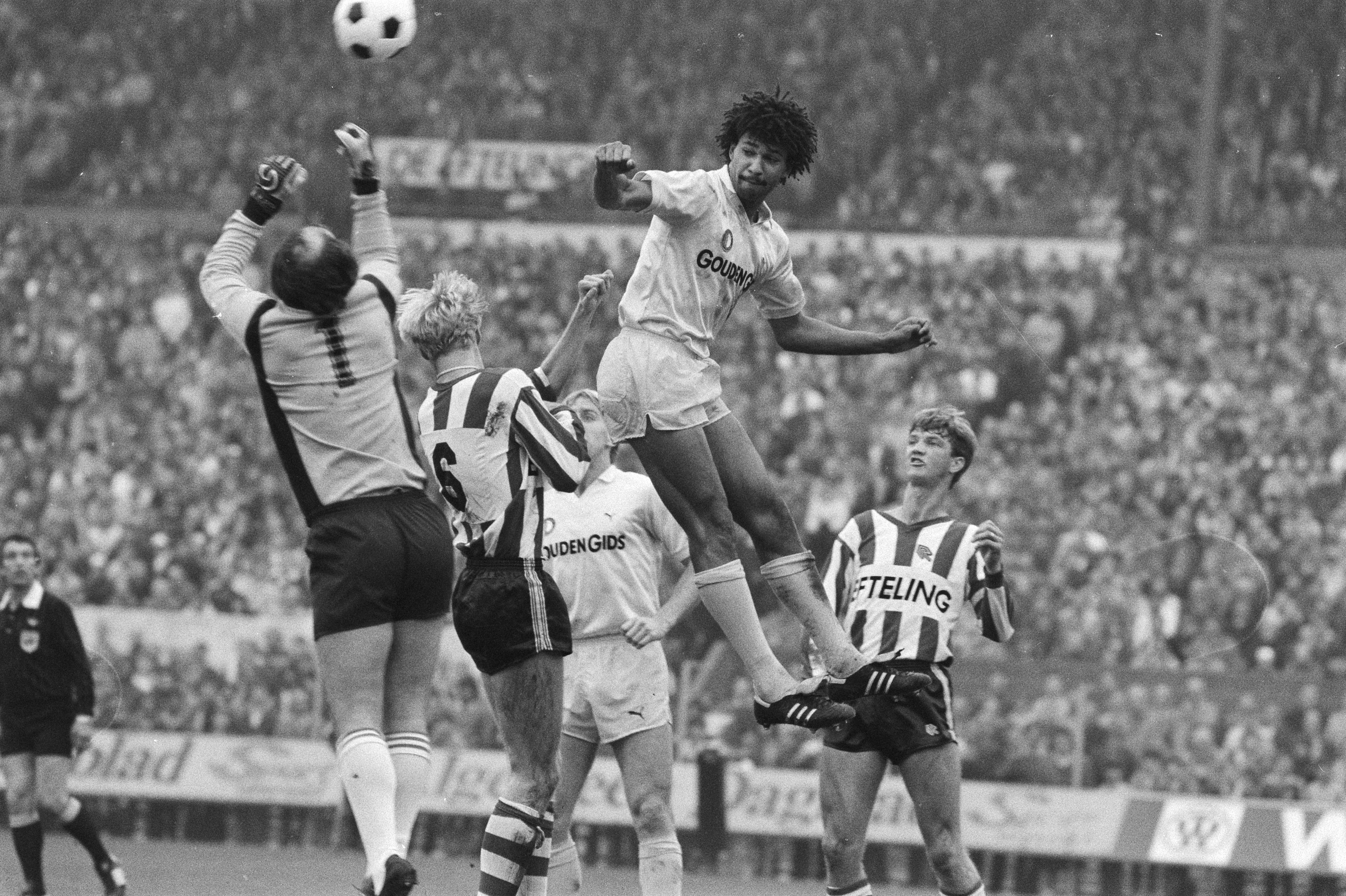
Van Noortwijk als keeper van Sparta (nov. 1983)

## Erelijst

### Als teammanager
| Eredivisie           | 1x | 2016/17          |
| KNVB beker           | 2x | 2015/16, 2017/18 |
| Johan Cruijff Schaal | 2x | 2017, 2018       |